# Orphniospora moriopsoides
Orphniospora moriopsoides är en lavart som först beskrevs av Edvard(Edward) August Vainio, och fick sitt nu gällande namn av comb. ined. Orphniospora moriopsoides ingår i släktet Orphniospora, och familjen Fuscideaceae. Arten är reproducerande i Sverige.